# Alessandro Riep
Alessandro Riep Klekoc (Valparaíso, Chile; 3 de julio de 2003) es un futbolista chileno-argentino. Juega de centrocampista y su equipo actual es el Audax Italiano de la Primera División de Chile.

## Trayectoria
Riep llegó a las inferiores del Gimnasia Mendoza en 2019 proveniente de Academia Chacras. Debutó en el "Lobo" el 5 de julio de 2021 en el empate 1-1 ante Estudiantes Río Cuarto por la Primera B Nacional. En su segundo año en el club, el centrocampista disputaría cuatro encuentros.
Para la temporada 2023, Riep fichó en el Audax Italiano de la Primera División de Chile.

## Estadísticas
Actualizado al último partido disputado el 6 de mayo de 2024.
| Club                       | Div.          | Temporada     | Liga  | Liga  | Copas nacionales | Copas nacionales | Copas internacionales | Copas internacionales | Total | Total |
| Club                       | Div.          | Temporada     | Part. | Goles | Part.            | Goles            | Part.                 | Goles                 | Part. | Goles |
| -------------------------- | ------------- | ------------- | ----- | ----- | ---------------- | ---------------- | --------------------- | --------------------- | ----- | ----- |
| Gimnasia Mendoza Argentina | 2.ª           | 2021          | 1     | 0     | —                | —                | —                     | —                     | 1     | 0     |
| Gimnasia Mendoza Argentina | 2.ª           | 2022          | 4     | 0     | —                | —                | —                     | —                     | 4     | 0     |
| Gimnasia Mendoza Argentina | Total club    | Total club    | 5     | 0     | 0                | 0                | 0                     | 0                     | 5     | 0     |
| Audax Italiano · Chile     | 1.ª           | 2023          | 10    | 0     | 0                | 0                | 1                     | 0                     | 11    | 0     |
| Audax Italiano · Chile     | 1.ª           | 2024          | 27    | 4     | 3                | 0                | —                     | —                     | 30    | 4     |
| Audax Italiano · Chile     | 1.ª           | 2025          | 0     | 0     | 0                | 0                | —                     | —                     | 0     | 0     |
| Audax Italiano · Chile     | Total club    | Total club    | 37    | 4     | 3                | 0                | 1                     | 0                     | 41    | 4     |
| Total carrera              | Total carrera | Total carrera | 42    | 4     | 3                | 0                | 1                     | 0                     | 46    | 4     |

## Vida personal
Es hijo del exfutbolista Rodrigo Riep.